# Polyipnus ovatus
Polyipnus ovatus är en fiskart som beskrevs av Harold, 1994. Polyipnus ovatus ingår i släktet Polyipnus och familjen pärlemorfiskar. Inga underarter finns listade i Catalogue of Life.